# La Palma del Condado
La Palma del Condado es un municipio español situado en la provincia de Huelva, comunidad autónoma de Andalucía. Cuenta con una población de 10 709 habitantes (INE 2024). Es una localidad con una gran tradición vinícola, limita al norte con Paterna del Campo y Niebla, al sur con Bollullos Par del Condado, al este con Villalba del Alcor, y al oeste con Villarrasa.
Su extensión superficial es de 61 km² y tiene una densidad de 173,72 hab/km². Cabecera de su partido judicial, está en el centro geográfico de la comarca Condado-campiña, ubicándose en un extenso valle de depresión, apenas accidentado por suaves colinas. Se encuentra situada a una altitud de 93 metros y a 42 kilómetros de la capital de provincia, Huelva.

## Geografía física
Entre todo el patrimonio municipal, se encuentran tres lugares de renombre en la provincia, como son su iglesia parroquial de San Juan Bautista (siglo XVIII). Su iglesia-castillo del Valle (lugar donde reside la patrona de los palmerinos, la Virgen del Valle) y su ermita reconstruida neo-mudéjar de San Sebastián. 
También se encuentran otros lugares, menos conocidos, pero no de menor importancia que los anteriores, como El Castillo de la Reina; su historia es la de una fortaleza de origen árabe que se encuentra bajo protección por la Declaración genérica del Decreto de 22 de abril de 1949, y la Ley 16/1985 sobre el Patrimonio Histórico Español. En el año 1993, la Junta de Andalucía otorgó reconocimiento especial a los castillos de la comunidad autónoma de Andalucía.

## Historia

### Edad del Bronce
Los primeros vestigios que se conocen de asentamientos humanos en La Palma del Condado van asociados a los primeros momentos de la Edad del Bronce, hecho comprobado por los restos arqueológicos hallados en La Palma en zonas del municipio como San Nicolás y Bajondillo.

### Época Romana
Son muy numerosos los restos y noticias que tenemos de asentamientos que datan de la época romana, a juzgar por los restos encontrados: cerámicas, una necrópolis, varias monedas, etc. Así, Pérez Quintero, habla del hallazgo en las proximidades del camino de Berrocal, de ladrillos romanos; en uno de ellos hallamos la inscripción "PALMA URIANORUM" y "PALMA OLEA NOTUM" inscrito en una de sus caras con caracteres invertidos.

### Época Musulmana
De época musulmana merece mención aparte una fortaleza árabe de gruesos muros de pizarra, situada en las inmediaciones de la carretera de La Palma a Valverde del Camino y emplazada sobre el cerro denominado "El Castillo de La Reina". También está bien documentada la existencia de varias alquerías a lo largo del curso del arroyo Giraldo de la que se conservan, entre otras cosas, ruedas de molino. 
Dentro de la población, sobresale el Torreón almenado del Valle (hoy ermita), construido para servir de puesto de avanzadilla entre los reinos moros de Niebla y Sevilla.
Reconquistada en 1262 siendo Rey de Castilla Alfonso X El Sabio, junto a las poblaciones vecinas que integraban el Reino de Niebla, a manos del Gran Maestre de Santiago, Pérez Correa.
Posteriormente fue cedida a Micer Egidio Boccanegra por Alfonso XI en recompensa por los buenos servicios como almirante.
Constituido el Condado de Niebla en 1369, La Palma formó parte de él, pasando luego a la Casa Ducal de Medina Sidonia, y posteriormente a manos de otros señores.
El rey Enrique III El Doliente en 1398 concede la Feria de Ganados a La Palma, este documento se encuentra en el Archivo del Ayuntamiento.

### Edad Moderna
Los Reyes Católicos le otorgaron el título de Villa de Fuero Real con dictado de Lealtad, por los tercios que, procedentes de esta zona, concurrieron a la toma de Granada y se distinguieron por su destreza como ballesteros según lo indican las dos flechas de oro que muestra el escudo de la ciudad en su extremo izquierdo.
La villa pasó a manos de Diego Colón, quien a su vez la vendió a Francisco de Alcázar en 1519.
Durante los días 24 y 25 de julio de 1593 el insigne escritor D. Miguel de Cervantes visitó a la entonces Villa de La Palma quedando reflejada en el Libro Capitular de los años 1578 al 1595 del Archivo municipal. Este suceso histórico viene a raíz del parentesco del escritor alcalareño con Juan de Cervantes y Bocanegra, clérigo español, cardenal de la Iglesia Católica, obispo de Ávila y Segovia, administrador apostólico del arzobispado de Sevilla, miembro del Consejo Real, y embajador de la reina Catalina de Lancaster y del monarca Juan II de Castilla. Este prelado familiar de Cervantes pertenecía a la casa de los Portocarrero, emparentados con el condado de Palma, de ahí el topónimo de este municipio (Palma del Condado).
Pese al perjuicio que causó a La Palma el traslado de la Casa de Contratación de Sevilla a Cádiz, que dificultaba el acceso de sus vinos al mercado americano, se produjo un importante progreso económico y demográfico, superándose las consecuencias del terremoto de Lisboa, que destruyó la iglesia mudéjar del siglo XVI y gran número de casas. Consecuencia de dicho terremoto, se construyó la actual iglesia de San Juan Bautista.

### Edad Contemporánea
Durante la Guerra de la Independencia, La Palma estuvo bajo ocupación de las tropas francesas hasta que fueron expulsadas del Condado en 1812 por el General Ballesteros. Hay que destacar en la contienda, la heroína local "Marimarcos", tabernera de la "calle de los escalones". 
Con los procesos desamortizadores, tiene lugar la trasformación de la estructura de la propiedad, y ello en dos sentidos: en primer lugar, con las medidas de 1827-1828 y 1835-1840, se repartieron entre los braceros pequeños lotes de tierra. Además, aquellos que cultivaban tierras que les fueron asignadas tras los decretos reales de 1767-1770 vieron reconocida la propiedad de la misma. En cambio, el proceso desamortizador de 1851-1860 benefició netamente a una burguesía enriquecida que acaparó las tierras, y supuso la formación de jornaleros agrícolas desposeídos. Otro posible aspecto de las desamortizaciones fue el abandono y deterioro de parte del patrimonio religioso, como las ermitas de San Nicolás y San Roque. La de San Blas es reacondicionada como nuevo ayuntamiento; y las de la Misericordia, Santa María y San Juan se convierten en escuelas. 
En 1880 el ferrocarril llegó al municipio con la inauguración de la línea Sevilla-Huelva, que contaba en La Palma del Condado con una estación de estilo neomudéjar. La mejora de las comunicaciones impulsó el desarrollo económico de la localidad, con un auge del sector vitivinícola y las exportaciones agrícolas a otros puntos de la geografía. A comienzos de la década de 1920 entraría en servicio un segundo trazado, el llamado ferrocarril del Condado, que partía desde Bollullos Par del Condado. No obstante, esta línea tuvo una corta existencia y dejó de funcionar en 1931.

## Demografía
La Palma del Condado cuenta con una población de 10 709 habitantes (INE 2024).
| Gráfica de evolución demográfica de La Palma del Condado entre 1842 y 2021                                          |
| |
| Población de derecho según los censos de población del INE Población de hecho según los censos de población del INE |

## Economía

### Evolución de la deuda viva municipal
El concepto de deuda viva contempla sólo las deudas con cajas y bancos relativas a créditos financieros, valores de renta fija y préstamos o créditos transferidos a terceros, excluyéndose, por tanto, la deuda comercial.
| Gráfica de evolución de la deuda viva del Ayuntamiento de La Palma del Condado entre 2008 y 2024                |
| |
| Deuda viva del Ayuntamiento de La Palma del Condado, en miles de euros, según datos del Ministerio de Hacienda. |

## Símbolos

### Escudo
El escudo de La Palma del Condado se define por el siguiente blasón:
«Francés de plata con una palmera al natural adiestrada de dos calderas en palo y siniestrada de dos flechas en barra. Al timbre, corona real abierta.»
Desde el 1 de febrero de 1872 el ayuntamiento de La Palma del Condado valida sus documentos con este escudo.

### Bandera
La bandera del municipio tiene la siguiente descripción:
«Tajada, primero rojo y segundo blanco. Centradas y sobrepuestas, las armas locales.»
Fue aprobada en pleno municipal de 25 de abril de 1988.

## Monumentos y lugares de interés
- El casco antiguo de La Palma está declarado Bien de Interés Cultural en la categoría de conjunto histórico-artístico, por Decreto del 8 de octubre de 2002.
- Casa del Diezmo
- Convento de Ntra. Sra. del Carmen
- Iglesia parroquial de San Juan Bautista, barroco andaluz del siglo XVIII.
- Iglesia del Valle, mudéjar del siglo XV.
- Convento de las Hermanas de la Cruz.
- Ermita de la Santa Cruz de la calle Sevilla.
- Ermita de la Santa Cruz de la calle Cabo.
- Ermita de San Sebastián.
- Iglesia del Salvador (Salesianos).
- Conjunto histórico de las plazas de España y del Corazón de Jesús.
- Placita del Rocío.
- Teatro España.
- Casa de Tirado (actual Ayuntamiento).
- Hospital de La Concepción (antiguo Ayuntamiento)
- Palacio de Justicia.
- Estación de ferrocarril, neo-mudéjar construida en 1880.
- Silo de La Palma del Condado.
- Parque "Manuel Díaz García".
- Parque "Villa Luisa".
- Bodegas Rubio, elaboradora del reconocido Brandy Luis Felipe.
- Bodegas Infante, productora de brandy, vinagres y vinos de licor.
- Coop. del Vino "Ntra. Sra. de Guía"
- Bodegas Teba, vino cosechero.
- Bodegas Morales, Bodegas Salas, la torre-alambique de las Bodegas Pichardo (enlace roto disponible en Internet Archive; véase el historial, la primera versión y la última). y la Chimenea de destilación de alcoholes de Celestino Verdier, que es la pionera del Condado.
- Entorno medioambiental del embalse del Corumbel bajo.
- Circuito de Velocidad Monteblanco.

## Comunicaciones

### Ferrocarril
El municipio dispone de una estación ferroviaria perteneciente a la línea Sevilla-Huelva, de ancho ibérico. Cuenta con conexiones ferroviarias de Media Distancia a Sevilla y Huelva, así como un servicio Alvia diario que la une directamente con Madrid. En verano suele haber un servicio Intercity que la conecta con Madrid con parada en Sevilla.

## Cultura
- Biblioteca municipal Manuel Siurot
- A finales del mes de junio se celebra el Día de La Palma, donde se hace entrega de las medallas de la ciudad a personas que hayan destacado en ciertas facetas. La primera edición de estos galardones fue celebrada en 2005.
- En el año 2007 se inauguró la Sala-Museo "Manuel Siurot", ubicada en la primera planta de la Casa de los Tirado. Existirán tres salas con los siguientes motivos:

1. Escuelas de Siurot.
2. Siurot, humanista.
3. Relación de La Palma con Siurot.

- Aunque actualmente existe un pequeño Museo del Vino ubicado en el parque Manuel Díaz García, hay en proyecto la construcción de un gran centro museístico dedicado a la amplia cultura vitivinícola de La Palma del Condado.
- En el año 2000, los cineastas palmerinos José y Manuel Lagares recibieron el Goya al Cortometraje de Animación por Los girasoles, Goya que dedicaron con amor a su pueblo La Palma del Condado.

## Gastronomía
El plato típico de La Palma del Condado son las habas con poleo. Este plato consiste en un guiso de habas al que se le añade poleo, ajo fresco y sal. En bares y restaurantes de la localidad son servidas por tapas y raciones durante la temporada de habas.

## Fiestas
- Semana Santa:

El Domingo de Ramos procesiona el Santísimo Cristo del Perdón, María Santísima de la Soledad y Nuestra Señora de la Amargura. El Martes Santo lo hace Jesús Cautivo y Nuestra Madre y Señora de las Lágrimas. Ya el viernes de madrugada procesiona Nuestro Padre Jesús Nazareno y Nuestra Señora del Socorro, en un magnífico palio de plata que no deja indiferente a todo aquel que lo contempla. Y por último, poniendo el broche de oro y cerrando la Semana Santa Palmerina procesiona la Hermandad Servita con el Santísimo Cristo de la Buena Muerte y María Santísima de los Dolores.
- Muestra de habas con poleo: entre Semana Santa y Cruces de mayo. Bares y restaurantes de la ciudad colocan sus stands en la plaza de España donde se pueden degustar acompañadas de una cerveza o vino de La Palma.
- Cruces de Mayo: la primera quincena del mes está dedicada a las fiestas en honor de la titular de la Hermandad de la Santa Cruz; la segunda quincena a las fiestas de la Hermandad del Santo Rosario (calle cabo). Además La Santa Cruz procesiona extraordinariamente el día del Corpus Christi Guiando a SDM Jesús Sacramentado por las calles de la ciudad.
- Peregrinación al Rocío, siendo la filial de La Palma una de las más antiguas y la decana de Huelva, estando muy vinculada con la Hermandad Matriz. Su carreta de plata, diseñada por Joaquín Castilla y ejecutada por Seco Velasco la hace su obra cumbre, siendo la única que ha estado dentro del Santuario del Nuestra Señora del Rocío. Además la filial de La Palma del Condado es la única Hermandad que posee las dos medallas corporativas de oro de la Hermandad Matriz (una de ellas la actual de la filial de Moguer) y que las luce en su maravilloso simpecado considerado uno de los mejores de todo el Rocío.
- Fiestas a María Auxiliadora.
- Solemnidad del Cuerpo y la Sangre de Nuestro Señor Jesucristo. Se celebra desde el jueves del Corpus Christi prolongándose hasta el domingo posterior, culminando y cerrando las fiestas la gran custodia dónde Procesiona la Real Presencia de Jesucristo Sacramentado por las calles de la ciudad, todas ellas adornadas para la ocasión con juncia y romero, gallardetes, banderas, reposteros, mamposteros, colgaduras, mantones de manila, colchas, alfombras de sal y diversos altares que montan tanto Hermandades como particulares en los zaguanes de sus casas. Al término de la procesión eucarística del Santísimo Sacramento, la Santa Cruz, vuelve en traslado desde la iglesia parroquial de San Juan Bautista hasta su ermita situada en la calle Manuel Siurot, visitando en este traslado el Convento de la compañía de las Hermanas de la Cruz y la Comandancia del Cuartel de la Guardia Civil de la ciudad.
- Fiestas a los Sagrados Corazones de Jesús y María. Tiene lugar la penúltima o última semana de junio, Procesionando una magnífica talla del Sagrado Corazón de Jesús, siendo una de las mejores tallas reconocidas en la provincia.
- Fiestas patronales en honor a Santa María del Valle Coronada. El último sábado de julio la imagen de la Patrona es trasladada desde la iglesia-castillo del Valle hasta la iglesia parroquial de San Juan Bautista para dar comienzo a sus grandes fiestas patronales el 6 de agosto y culminando el 16 tras el Rosario de Doce público con la imagen de la Patrona, renovando el voto que se hizo en promesa por el milagro ocurrido tras la epidemia de 1855. Desde el 6 hasta el 16 de agosto la Hermandad celebra diversos actos y cultos para engrandecer aún más las fiestas como una vela', conciertos, Rosarios Públicos, etc. El día 15 de agosto, Solemnidad del Dogma de la Asunción de María Santísima en Cuerpo y Alma a los Cielos, la Hermandad celebra Solemne Función Principal de Instituto y realiza Protestación de Fe a la que acuden todas las Autoridades Civiles, Militares y Judiciales y representaciones de todas las Hermandades, asociaciones y colectivos tanto de la ciudad como de pueblos vecinos y ciudades como Sevilla o Huelva. El último domingo de agosto, la imagen de la Patrona vuelve en traslado desde la iglesia parroquial de San Juan Bautista hasta su iglesia-castillo del Valle, recorriendo cada año un sector de la ciudad diferente.

- Real Feria de La Palma y Fiesta de la Vendimia del Condado. Declaradas Fiestas de Interés Turístico en 1972 y Nacional de Andalucía en 1997. La Real Feria de La Palma es de las más antiguas de la nación. Fue concedida por Enrique III "El Doliente" el 20 de diciembre de 1398.

## Deportes
- La Palma del Condado cuenta con un nutrido grupo de clubes representativos de distintos deportes.

- En fútbol, La Palma CF defiende desde 1915 el nombre de la ciudad, jugando actualmente en el grupo 10 de la tercera división de España. En 2015 cumplió 100, y para lo que ya se puso en marcha una Comisión del Centenario.

- Por su parte, el CCD Siempre Alegres ejerce como cantera desde 1982. Entre sus equipos, destaca el juvenil, que compite en Liga Nacional, tras haber competido hace dos temporadas en División de Honor, la máxima categoría juvenil en España.

El fútbol femenino desde la temporada 2015/2016 tiene en competición 2 equipos.
- El fútbol sala está representado por el Smurfit Kappa La Palma FS, que en 2012 logra el ascenso a segunda división B.

- El club Baloncesto La Palma 95 hace lo propio en Baloncesto, militando actualmente en la Liga Primera Nacional.

- El Club Kuroi Taekwondo La Palma es uno de los mejores de Andalucía en su disciplina. Ha contado con campeones de Andalucía y España como David Cárdenas y Diego Cervantes, competidores integrantes de las selecciones andaluza y española en diversas categorías.

- Otros clubes representativos son el Club Correcaminos y el Club de Billar además del Club de Ajedrez de La Palma.